# Lestodiplosis populifolia
Lestodiplosis populifolia är en tvåvingeart som beskrevs av Ephraim Porter Felt 1908. Lestodiplosis populifolia ingår i släktet Lestodiplosis och familjen gallmyggor.
Artens utbredningsområde är New York. Inga underarter finns listade i Catalogue of Life.